# Улица Интергельпо
Улица Интергельпо расположена в городе Бишкек.

## Описание
Название означает «взаимопомощь» (interhelpo) на языке эсперанто и называется в честь кооператива Интергельпо, прибывшего в 1920-х годах из Чехословакии, а также одноимённого посёлка. Коммуна возникла для помощи в деле строительства социализма и существовала с 1925 по 1943 год. Организаторами её были чешские коммунисты И. Самуэль и Р. Маречек. Ими были построены механические мастерские, суконная фабрика, кожевенный завод, столярные мастерские. Механические мастерские стали заводом имени Фрунзе. До 1957 года носила название улицы Промышленной.

Пройдемся по улице. Начинается она от проходной завода, где написано: «Фрунзенский ордена Трудового Красного Знамени завод сельскохозяйственного машиностроения им. М. В. Фрунзе». Когда-то здесь были ремонтно-механические мастерские «Интергельпо». В октябре 1941 г на производственных площадях бывших мастерских разместилось оборудование эвакуированного Первомайского завода из г. Бердянска.
С 1941 г. завод прошел большой и славный путь. От простейших конных граблей, сенокосилок и жаток до современных, сделанных по последнему слову техники, пресс-подборщиков ПС-1,6, завоевавших признание во всей стране и за рубежом.
За успехи, достигнутые коллективом предприятия в выполнении заданий пятилетнего плана по выпуску сельскохозяйственных машин и в организации производства новой сеноуборочной техники, завод в феврале 1971 г. награждён орденом Трудового Красного Знамени.
В сентябре 1979 г. с конвейера завода сошел 50-тысячный пресс-подборщик «Кыргызстан». На заводе трудится большой сплоченный коллектив из представителей 48 национальностей и народностей страны.
Напротив проходной завода — вход на стадион «Сельмашевец» — одно из любимых мест отдыха рабочих и служащих завода. Здесь футбольное поле, площадки для игр, два плавательных бассейна с вышками. Рядом — парк им. Фучика.
Улица «Интергельпо» почти вся застроена уютными двухэтажными жилыми домами и только у выхода на ул. XXII партсъезда по обеим сторонам расположены семь четырёхквартирных одноэтажных кирпичных жилых домов, построенных ещё в 1926 г. К заводу подведена троллейбусная линия.